# Lawruschinski-Gasse

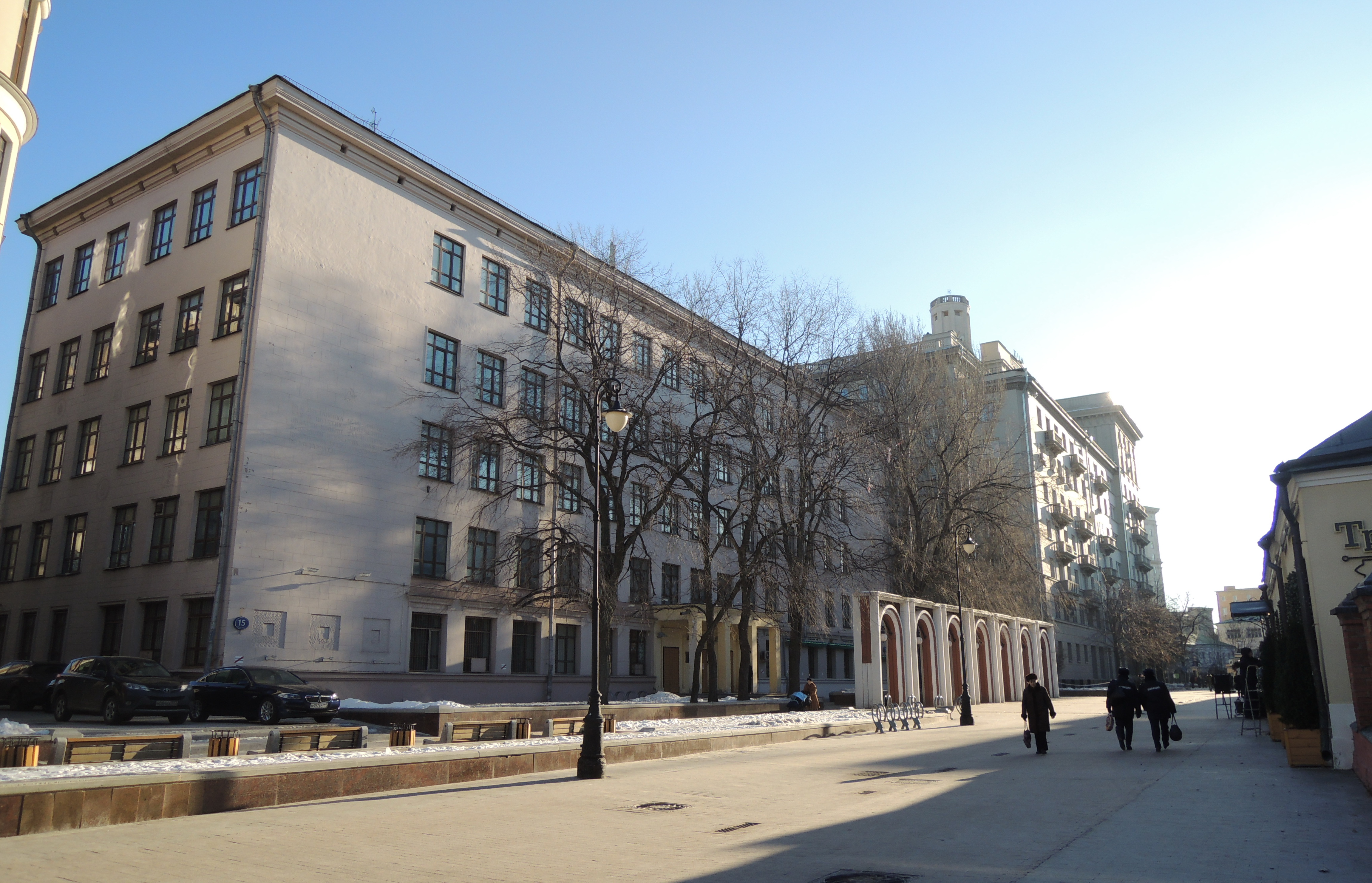
Surikow-Kunstinstitut Moskau (Lawruschinski-Gasse 15/1)

Die Lawruschinski-Gasse ist eine Gasse im historischen Stadtteil Samoskworetschje im Zentralen Verwaltungsbezirk Moskaus. Sie führt von der Kadaschowskaja-Uferstraße des Wasserumleitungskanals zu der Großen-Tolmatschowski-Gasse.

## Geschichte
Die Lawruschinski-Gasse entstand wahrscheinlich im 16. Jahrhundert als ein Teil des Dorfs Kadaschowo. Der erste Name der Gasse war Popkowa-Straße, danach Lawrowa-Straße; in der zweiten Hälfte des 18. Jahrhunderts wurde sie nach der dort lebenden Witwe eines reichen Geschäftsmannes, Anisja Matweewna Lawruschina, in Lawruschinski-Gasse umbenannt. 1851 wurde ihr Wohnhaus vom Geschäftsmann Michail Sacharowitsch Tretjakow (Vater von Pawel Michailowitsch Tretjakow) gekauft. Die Lawruschinski-Gasse wurde aber zuerst in der Südseite abgeschlossen. 1768–1772 wurden die Bauten aus Holz, die zwischen Lawruschinski und Groß-Tolmatschowski lagen, abgerissen, dadurch wurde die Lawruschinski-Gasse um 100 bis 400 Meter verlängert und die beide Gassen wurden verbunden. An der Lawruschinski-Gasse finden sich Gebäude aus dem 17. – 21. Jahrhundert.

## Beschreibung
An der Seite mit den ungeraden Hausnummern befinden sich: die Außenstelle der Europäischen Kommission, das Wohngebäude für die Witwen des Malers (1910-1912/1930-1931 überbaut, jetzt gehört zu der Tretjakow-Galerie), wo die Familien von Alexei Sawrassow, Konstantin Perwuchin, Konstantin Sawizki, Wladimir Rossinski und anderen lebten;, das Elite-Wohngebäude "Kadaschi" aus dem Jahr 2007, Surikow-Kunstinstitut Moskau (ehemaliges Schulgebäude von 1936) und das sogenannte „Haus der Schriftsteller“. Es wurde 1935–1937 im sozialistischen Klassizismus errichtet, 1941 infolge des deutschen Luftangriffes beschädigt und in der Nachkriegszeit überbaut und vergrößert. Hier lebten die Schriftsteller Konstantin Paustowski, Michail  Prischwin, Weniamin Kawerin, Boris  Pasternak, Anton Makarenko und viele andere. Auf dem zum Gebäude gehörenden Friedhof befindet sich das Bojarenwohngebäude(russ. Palati) aus dem 17./18. Jahrhundert.
Die Seite mit den geraden Hausnummern (darunter auch Herrenhäuser aus dem 17., 18. und 19. Jahrhundert) gehört gänzlich zu der Tretjakow-Galerie. 2016 folgte hier Aufbau des neuen Korps der Galerie.
2013 wurde die Lawruschinski-Gasse für den Autoverkehr komplett gesperrt und zu einer Fußgängerzone umgebaut.

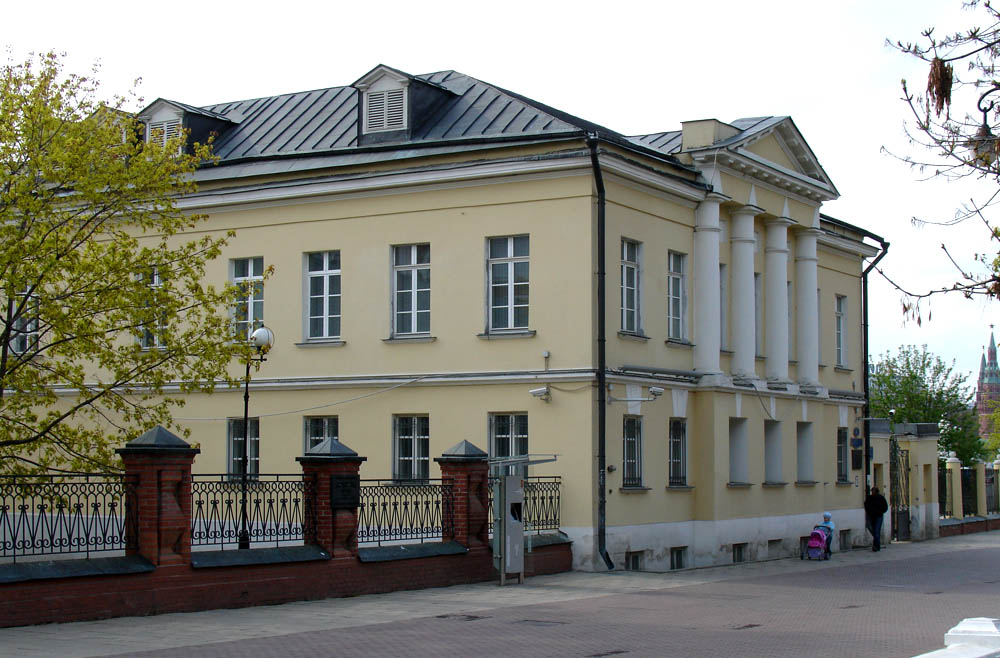
Das Gysjatnikow-Herrenhaus aus 1822 (Haus №4)
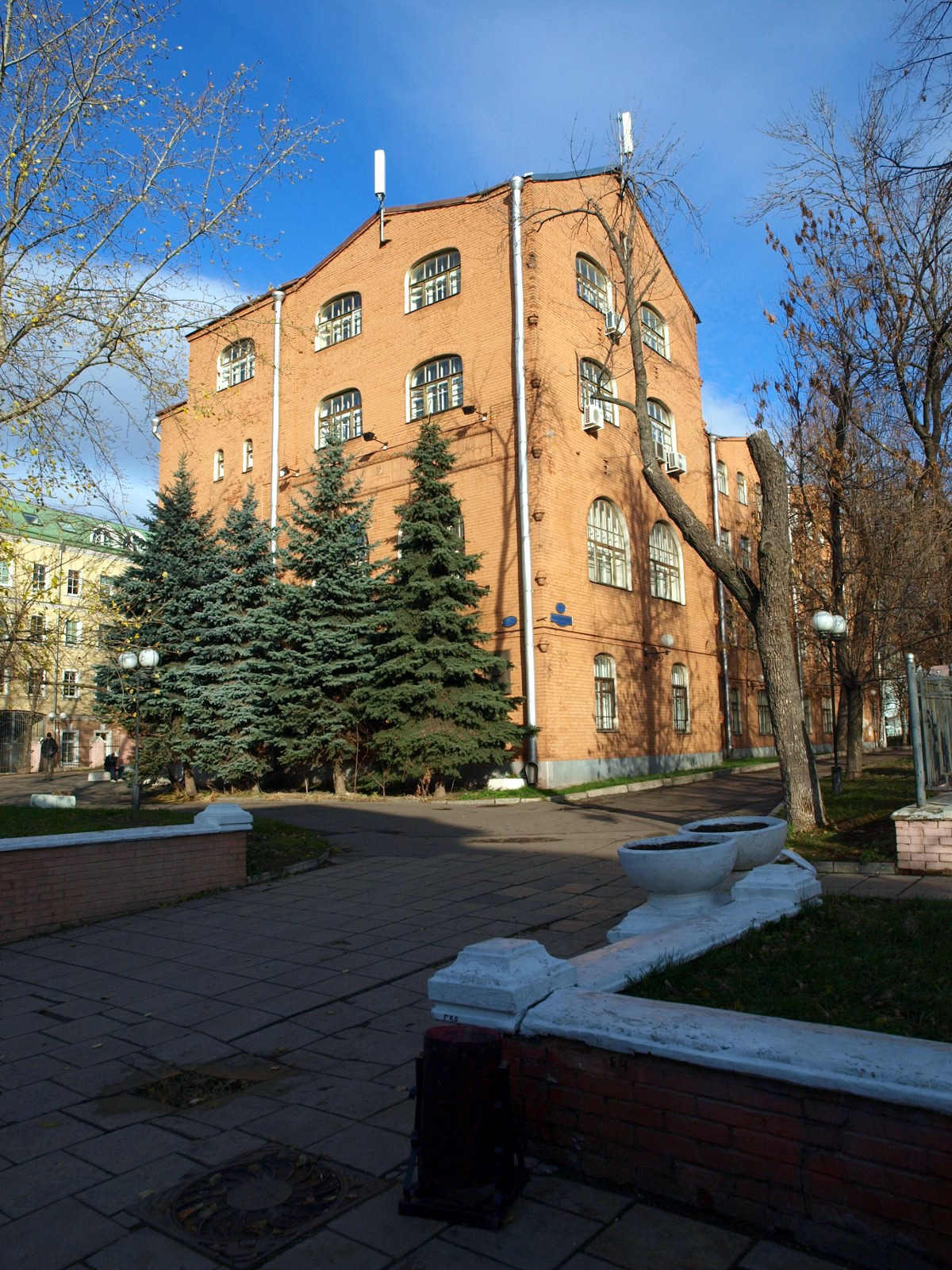
Das „Witwen-Haus“ (№3/8)
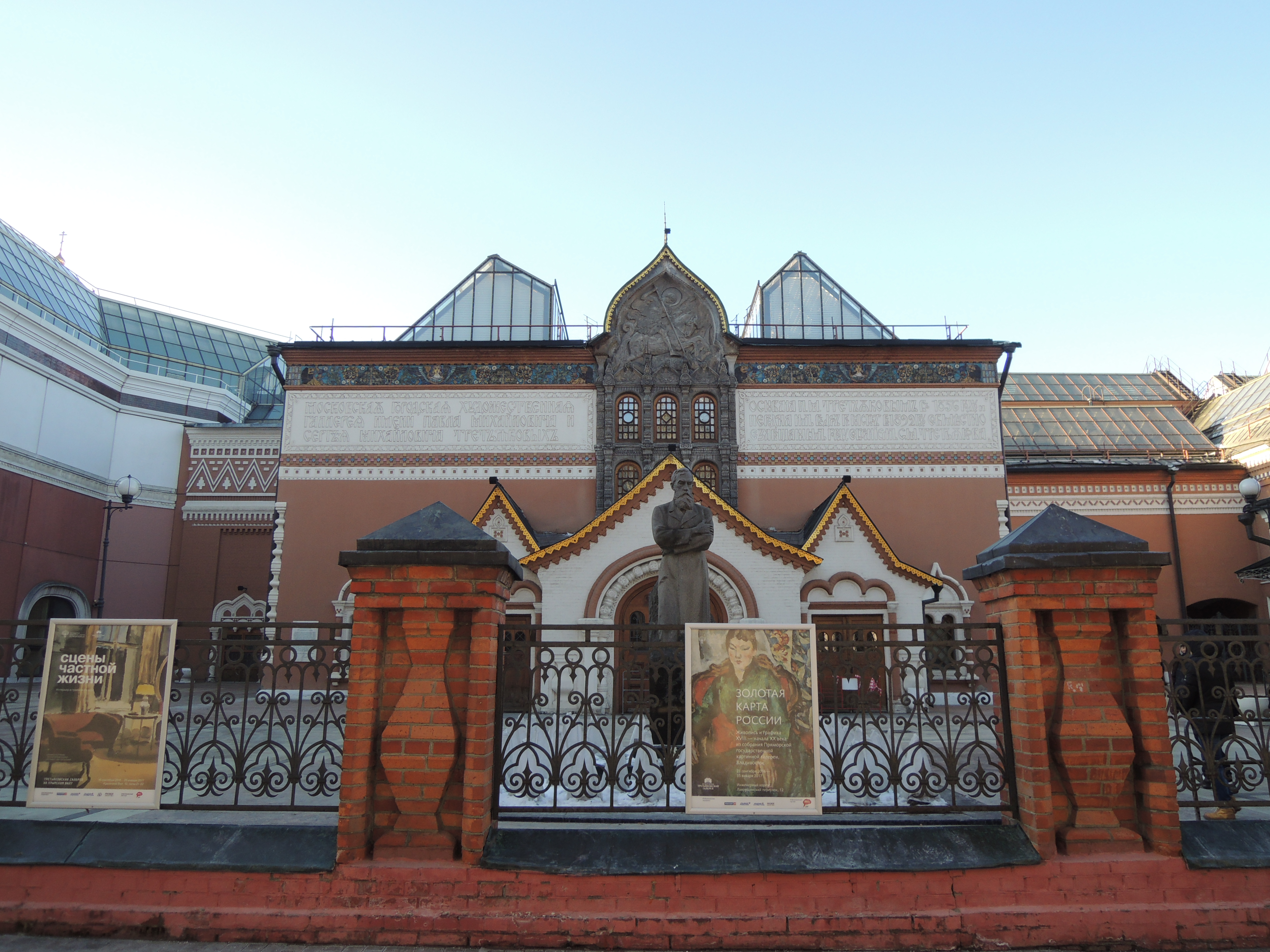
Die Tretjakow-Galerie (№10) mit dem Tretjakow-Denkmal neben dem Haupteingang
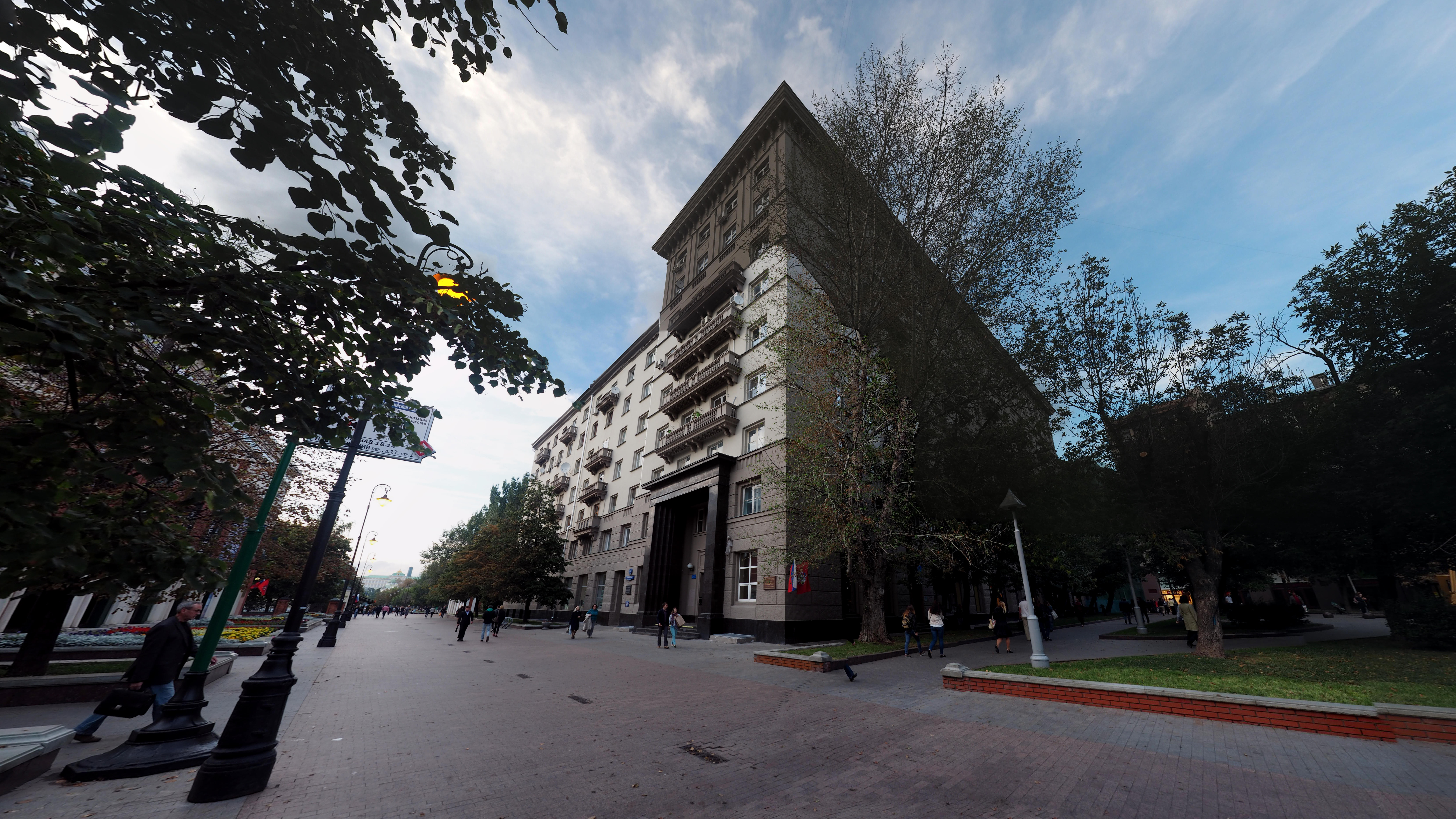
„Haus von Schriftstellers“ (№17)
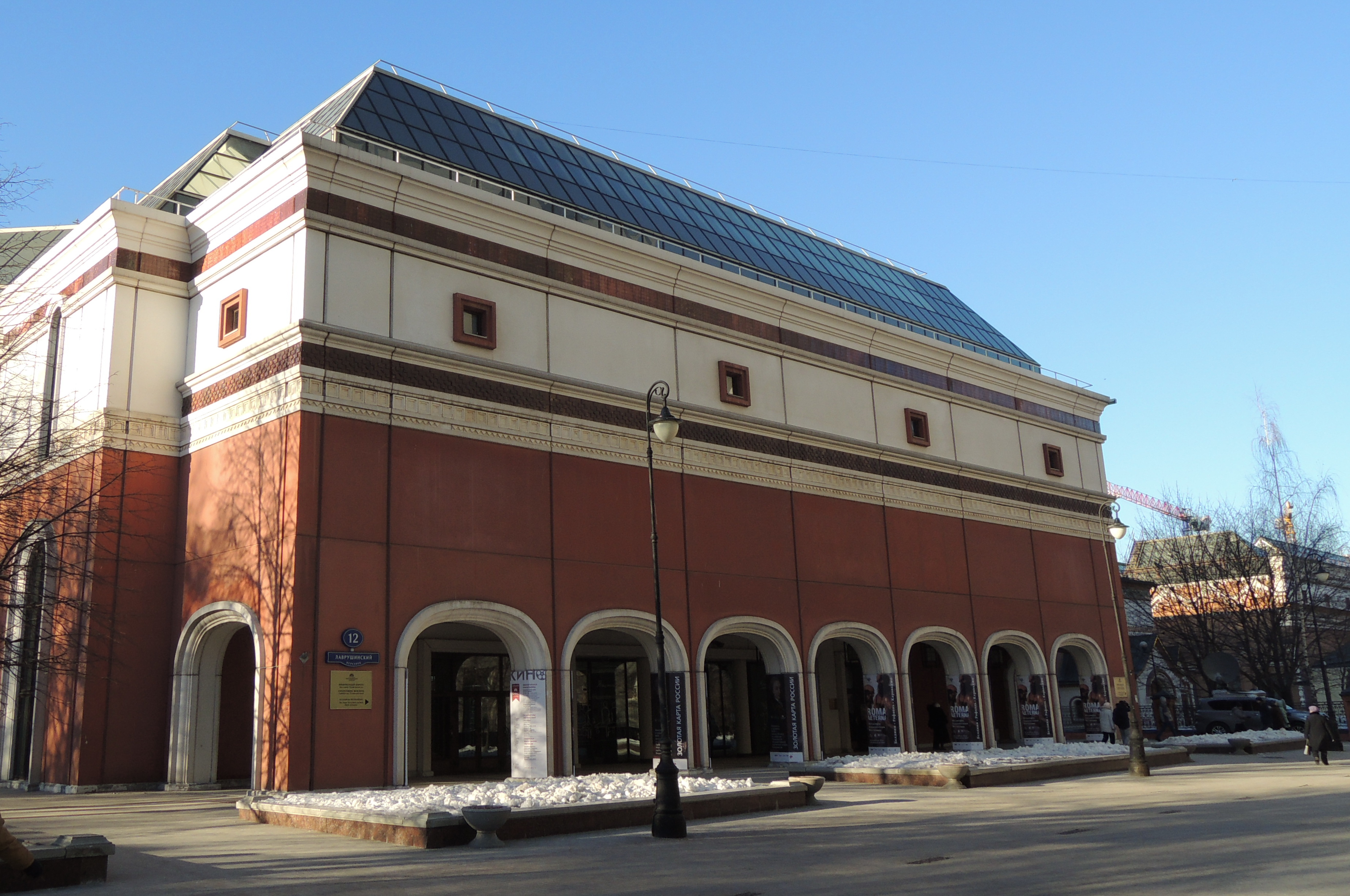
Der Ingenieurkorps der Tretjakow-Galerie (№12)